# Menlo Park
Menlo Park ist als Teil des Silicon Valleys eine Stadt im San Mateo County im US-Bundesstaat Kalifornien mit 33.780 Einwohnern (Stand: Census 2020).
In der Stadt wurde 1897 der Komponist Henry Cowell geboren. Außerdem ist Menlo Park Standort des SRI International, das 1969 erstmals eine Verbindung über ein Wide Area Network herstellte. Neben anderen Privatschulen ist Menlo Park auch Sitz der Alto International School, der weltweit ersten deutschsprachigen IB-Schule (Kindergarten bis 10. Klasse). In Menlo Park befand sich das Anfang 2011 abgerissene Gebäude des Veterans Hospital, in welchem der Autor Ken Kesey zu seinem Roman Einer flog über das Kuckucksnest inspiriert wurde. 1998 wurde in der Stadt die Firma Google gegründet und seit 2011 befindet sich hier der Hauptsitz von Meta (ehemals Facebook Inc.).
In Menlo Park liegt die Sand Hill Road, eine der teuersten Straßen der Welt.

## Demografie

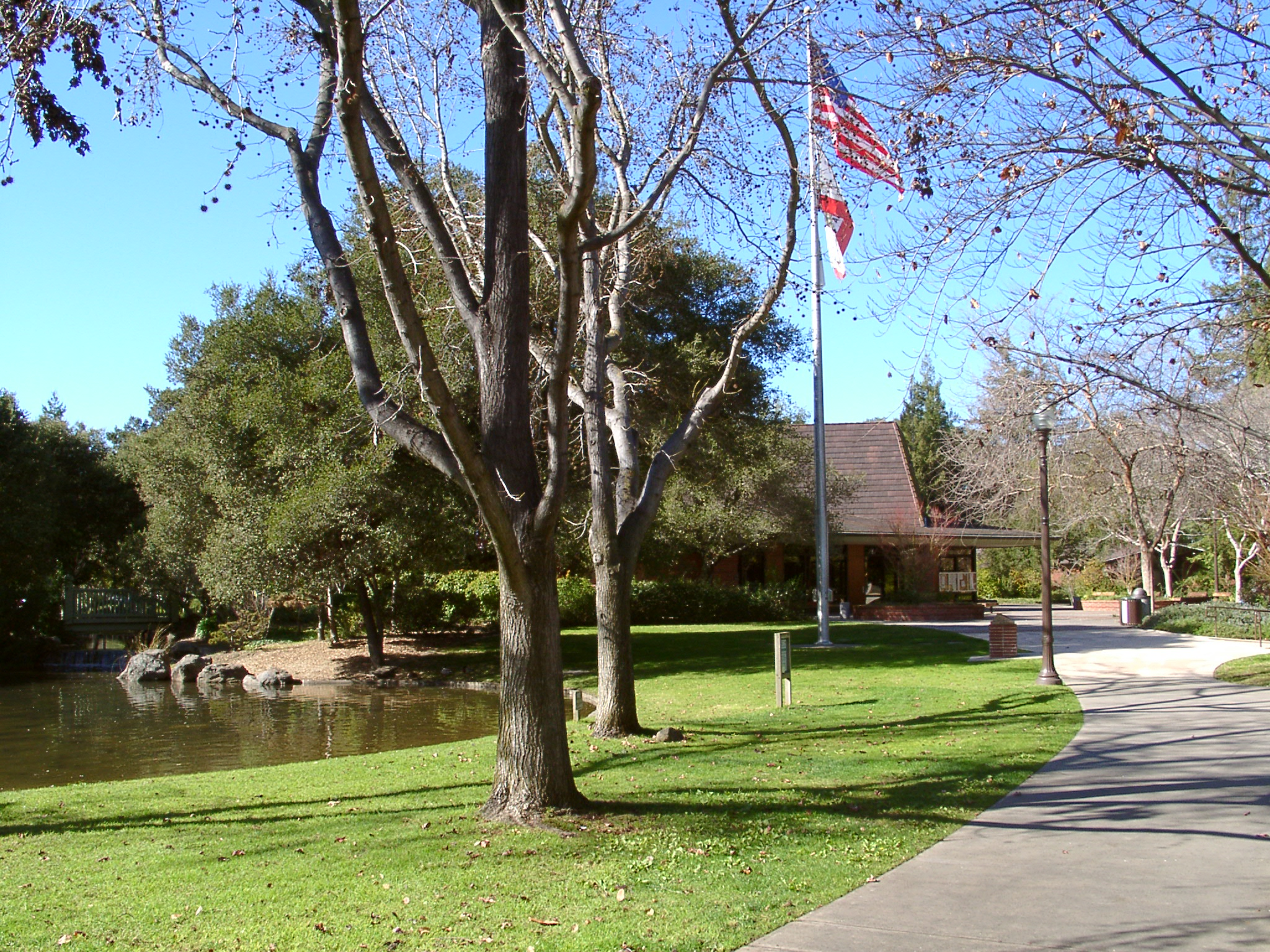
Das Verwaltungszentrum von Menlo Park liegt in einem öffentlichen Park

Nach der Erhebung von 2000 leben 30.785 Menschen (2004 – 29.600) in 12.387 Haushalten und 7.122 Familien in der Stadt. Die Bevölkerungsdichte beträgt 1.173,4 Menschen pro km². 
Die Bevölkerung setzt sich aus 72,35 % Weißen, 7,03 % Afroamerikanern, 0,44 % Indianern, 7,15 % Asiaten, 1,26 % Pazifik-Insulanern und 8,56 % Angehörigen anderer ethnischen Gruppen zusammen. 26,6 % der Haushalte haben Kinder unter 18 Jahren. 46,6 % der Haushalte sind Ehen, 8,5 % Frauen-Single-Haushalte. 
Der durchschnittliche Haushalt hat eine Größe von 2,41, eine durchschnittliche Familie 3,21 Mitglieder. 21,9 % der Bevölkerung sind unter 18, 6,2 % zwischen 18 und 24, 34,7 % zwischen 25 und 44, 21,4 % zwischen 45 und 64 und 15,9 % über 65 Jahre alt. Der Durchschnitt beträgt 37 Jahre. Auf 100 Frauen kommen 94 Männer, auf 100 Frauen über 18 kommen 90,6 Männer. Das Durchschnittseinkommen beträgt 84.609 USD pro Person und ein durchschnittlicher Haushalt hat 105.550 USD pro Jahr zur Verfügung. Männer haben dabei ein höheres Einkommen, im Schnitt 79.766 USD während Frauen nur auf 51.101 USD kommen. Das Pro-Kopf-Einkommen beträgt 53.341 USD, 6,9 % der Bevölkerung bzw. 4,2 % der Familien leben unter der Armutsgrenze. Bei den unter 18-Jährigen leben 8,8 % und bei den über 65-Jährigen 7,3 % unterhalb der Armutsgrenze.

## Söhne und Töchter der Stadt
- Henry Cowell (1897–1965), Komponist
- David Vestal (1924–2013), Fotograf, Kritiker und Lehrer
- Michael James Mehlman (1943–2011), Archäologe
- Josie Maran (* 1978), Fotomodell und Schauspielerin
- Taylor Eigsti (* 1984), Jazz-Pianist
- Will Brill (* 1986), Schauspieler
- Ariel Rittenhouse (* 1990), Wasserspringerin
- Jillian Weir (* 1993), Hammerwerferin
- Ben Burr-Kirven (* 1997), American-Football-Spieler
- Tierna Davidson (* 1998), Fußballspielerin